# Смит, Майя
Майя Смит (англ. Mia Smith; род. 13 мая 1994) — британская актриса, наиболее известная в роли Хлои Мур в телесериале «Гранж-Хилл».

## Карьера
Сниматься начала ещё в 2000 году. В 2004 году Смит снялась в роли Джейд в двух эпизодах сериала «Голубое убийство». Позже появилась в роли Сьюзи Дейн в одном эпизоде драмы Судебная комната. С 2005 по 2008 годы Смит играла постоянную роль хулиганки Хлои Мур в подростковой драме «Гранж-Хилл». Снялась в одном эпизоде телесериала «Обвиняемые». В 2012 году Майя сыграла роль жены Берри в короткометражке «Проект Спенсера-Грина».

## Фильмография
| Год     | Название              | Роль       | Примечания      |
| ------- | --------------------- | ---------- | --------------- |
| 2004    | Голубое убийство      | Джейд      | 2 эпизода       |
| 2004    | Судебная комната      | Сьюзи Дейн | 1 эпизод        |
| 2005-08 | Грендж Хилл           | Хлоя Мур   | Постоянная роль |
| 2010    | Обвиняемые            | Кэти Блэк  | 1 эпизод        |
| 2012    | Проект Спенсера-Грина | Жена Барри | Короткометражка |